# Janet Shaw
Janet Shaw (* 23. Januar 1919 als Ellen Martha Clancy Stuart in Beatrice, Nebraska, Vereinigte Staaten; † 15. Oktober 2001 ebenda) war eine US-amerikanische Schauspielerin.

## Leben und Karriere
Nachdem sie Grundschulen in Nebraska besucht hatte, besuchte sie verschiedene High Schools in Santa Monica und Beverly Hills und schloss diese ab. Von Mitte der 1930er Jahre bis 1950 war sie in rund 70 Filmproduktionen zu sehen. Insbesondere durch ihre Auftritte in den Filmen Im Schatten des Zweifels, Night Monster und Die alte Jungfer erlangte sie ein wenig Bekanntheit. Sie beendete ihre Karriere nach einer Fernsehrolle im Jahr 1955.
Shaw war mit David Ashford Stuart und Willard Garcia Ilfeldt verheiratet. Sie starb im Oktober 2001 im Alter von 82 Jahren in ihrer Geburtsstadt Beatrice.

## Filmografie (Auswahl)
- 1935: Sie heiratet den Chef (She Married Her Boss)
- 1937: Confession
- 1937: It’s Love I’m After
- 1937: Hollywood Hotel
- 1938: Sergeant Murphy
- 1938: Jezebel – Die boshafte Lady (Jezebel)
- 1938: Robin Hood, König der Vagabunden (The Adventures of Robin Hood)
- 1938: Gold Diggers in Paris
- 1938: Secrets of an Actress
- 1938: Broadway Musketeers
- 1938: Drei Schwestern aus Montana (The Sisters)
- 1938: Girls on Probation
- 1938: Comet Over Broadway
- 1938: Going Places
- 1939: King of the Underworld
- 1939: Zum Verbrecher verurteilt (They Made Me a Criminal)
- 1939: Torchy Blane in Chinatown
- 1939: Die alte Jungfer (The Old Maid)
- 1940: Blondie on a Budget
- 1940: Ihr erster Mann (Waterloo Bridge)
- 1940: Hired Wife
- 1940: Escape
- 1941: Blüten im Staub (Blossoms in the Dust)
- 1941: Vorsicht Gespenster! (Hold That Ghost)
- 1941: Der Tote lebt (Johnny Eager)
- 1942: Night Monster
- 1942: The Mummy's Tomb
- 1943: Im Schatten des Zweifels (Shadow of a Doubt)
- 1943: Auch Henker sterben (Hangmen Also Die!)
- 1943: Keep 'Em Slugging
- 1943: Hers to Hold
- 1943: Let’s Face It
- 1944: Ladies Courageous
- 1944: Es geschah morgen (It Happened Tomorrow)
- 1944: Follow the Boys
- 1944: Johnny Doesn’t Live Here Anymore
- 1945: Jungle Raiders
- 1946: Ich sing’ mich in dein Herz hinein (Because of Him)
- 1946: House of Horrors
- 1946: Charlie Chan – Ein fast perfektes Alibi (Dark Alibi)
- 1946: Nocturne
- 1947: They Won't Believe Me
- 1949: The Front Page (Fernsehserie, 3 Folgen)
- 1950: Amazonen des Urwalds (Prehistoric Women)